# Panchkula Urban Estate
Panchkula Urban Estate là một thị xã và là nơi đặt văn phòng nhà đất (estate office) của quận Panchkula thuộc bang Haryana, Ấn Độ.

## Nhân khẩu
Theo điều tra dân số năm 2001 của Ấn Độ, Panchkula Urban Estate có dân số 140.992 người. Phái nam chiếm 54% tổng số dân và phái nữ chiếm 46%. Panchkula Urban Estate có tỷ lệ 75% biết đọc biết viết, cao hơn tỷ lệ trung bình toàn quốc là 59,5%: tỷ lệ cho phái nam là 77%, và tỷ lệ cho phái nữ là 72%. Tại Panchkula Urban Estate, 12% dân số nhỏ hơn 6 tuổi.